# Feminina (álbum)
Feminina é o sétimo álbum de estúdio da cantora Joyce Moreno, lançado em 1980, pela gravadora EMI. É o disco em que foi gravada a música Clareana, sucesso em todo o país depois de ser apresentada no apresentada no Festival MPB 80, e traz outras faixas que se caíram no gosto do público, como a música título, Essa Mulher e Mistérios. O disco foi redescoberto nos anos 1990 por DJs ingleses, que levaram a música instrumental-vocal Aldeia de Ogum para as pistas de dança, abrindo um novo público para a compositora na Europa e Japão.
A capa do disco foi assinada pelo fotógrafo Luiz Fernando e sua esposa Luhli. A foto mostra a cantora sem maquiagem tocando seu violão. Segundo a própria em entrevista de 2019, o violão, embora não apareça na imagem, está presente no seu olhar, que é o olhar típico de um músico para seu instrumento. O logotipo com o nome do disco, sugerido por Luhli e no qual um violão é desenhado a partir da letra "f", virou uma marca da cantora.

## Faixas[2]
1. "Feminina" (Joyce)
2. "Mistérios" (Maurício Maestro, Joyce)
3. "Clareana" (Joyce)
4. "Banana" (Joyce)
5. "Revendo amigos" (Joyce)
6. "Essa mulher" (Ana Terra, Joyce)
7. "Coração de criança" (Fernando Leporace, Joyce)
8. "Da cor brasileira" (Ana Terra, Joyce)
9. "Aldeia de Ogum" (Joyce)
10. "Compor" (Joyce)